# Софіївка (Ніжинський район)
Софі́ївка (до 1947 року — Татарівка) — село в Україні, у Макіївській сільській громаді Ніжинського району Чернігівської області. До 2020 центр сільської ради. Населення становить 331 осіб.
У селі розташований парк-пам'ятка садово-паркового мистецтва місцевого значення — Софіївський старовинний парк.

## Видатні люди
У селі народилися
- Матюшко Ростислав Павлович (1934—2008) – український лікар-радіолог, доктор медичних наук, професор. Лауреат Державної премії УРСР у галузі науки і техніки.
- Примак Федір Якович (1899-1981) — завідувач кафедри пропедевтики внутрішніх хвороб Київського медичного інституту імені О. О. Богомольця.